# Андрессен, Бьёрн
Бьёрн Андрессен (норв. Bjørn Andressen; 8 сентября 1946, Осло — 27 января 2015, Осло) — норвежский хоккеист, правый нападающий. Участник зимних Олимпийских игр 1972 года.

## Биография
Бьёрн Андрессен родился 8 сентября 1946 года в норвежском городе Осло.
Играл в хоккей с шайбой на позиции правого нападающего. В 1966—1977 годах выступал за «Яр» из Берума, сезон-1977/78 провёл в «Волеренге» из Осло.
В составе сборной Норвегии трижды участвовал в чемпионатах мира. В 1969 году в Югославии, где норвежцы заняли 5-е место в дивизионе B, провёл 6 матчей, набрал 3 (1+2) очка. В 1970 году в Румынии, где сборная Норвегии стала третьей, сыграл в одном поединке. В 1973 году участвовал в розыгрыше дивизиона C в Нидерландах, в котором норвежцы победили. Набрав в 7 матчах 12 (7+5) очков, вместе с Мортеном Сетеренгом стал лучшим бомбардиром команды.
В 1972 году вошёл в состав сборной Норвегии по хоккею с шайбой на зимних Олимпийских играх в Саппоро, занявшей 8-е место. Играл на позиции нападающего, провёл 4 матча, набрал 3 (1+2) очка, забросив шайбу в ворота сборной Японии.
Умер 27 января 2015 года в Осло.